# Birgland
Birgland település Németországban, azon belül Bajorországban. Lakosainak száma 1828 fő (2023. december 31.).

## Népesség
A település népessége az elmúlt években az alábbi módon változott:
| Lakosok száma | 1621 | 1351 | 1784 | 1774 | 1762 | 1777 | 1807 | 1798 | 1856 | 1828 |
|               | 1970 | 1975 | 2011 | 2012 | 2014 | 2015 | 2017 | 2019 | 2022 | 2023 |